# OpTic Gaming
OpTic Gaming é uma organização profissional de esportes eletrônicos e entretenimento americana com sede em Frisco, Texas. Atualmente, a organização opera uma equipe de Call of Duty na Call of Duty League, a OpTic Texas, bem como equipes de Rocket League, Halo e Apex Legends. Anteriormente competiu em Counter-Strike: Global Offensive, Gears of War 4, PlayerUnknown's Battlegrounds, Fortnite, Dota 2, League of Legends e Valorant. A organização pertence atualmente à Hector "H3CZ" Rodriguez e Mike "Hastr0" Rufail. A organização foi eleita o Time de Esportes Eletrônicos do Ano no The Game Awards 2015, a maior premiação do mundo direcionada a jogos eletrônicos.

## História
A OpTic Gaming foi fundada em 2006 por Ryan "OpTic J" Musselman e seu colega, conhecido apenas por "OpTic Kr3w", como um time competitivo de Call of Duty 2 para Xbox 360. Em 2007, Musselman deixou o cargo para entregar a equipe a Hector "H3CZ" Rodriguez. Em 2016, a equipe, juntamente com o comentarista de esportes eletrônicos Ryan "Fwiz" Wyatt, lançou o livro OpTic Gaming: The Making of eSports Champions, que detalha as carreiras individuais dos jogadores profissionais de Call of Duty e suas contribuições para o sucesso da equipe. O livro se tornou um best-seller do New York Times, e os direitos de cinema e televisão foram adquiridos pelos produtores John Sacchi e Matt Groesch.
Em 2017, o co-proprietário do Texas Rangers Neil Leibman e o co-investidor Chris Chaney compraram uma participação majoritária na organização. Eles criaram a Infinite Esports & Entertainment, uma empresa-mãe que inclui a OpTic Gaming e o Houston Outlaws, time da Overwatch League, bem como outras verticais de esportes eletrônicos operando em uma nova sede em Dallas. Em 12 de junho de 2019, a Immortals Gaming Club (IGC) anunciou a aquisição da Infinite Esports & Entertainment, a organização controladora da OpTic Gaming. Em 15 de setembro de 2019, foi anunciado pela Immortals Gaming Club e Hector “H3CZ” Rodriguez, que Hector deixaria a OpTic como CEO para oportunidades novas e independentes. Pouco depois foi anunciado que Hector Rodriguez havia se juntado à NRG Esports como co-CEO.
Em 6 de novembro de 2020, foi anunciado que a 100 Thieves, uma organização criada pelo ex-jogador da OpTic Gaming Matthew "Nadeshot" Haag, havia adquirido a vaga de Los Angeles da Immortals Gaming Club na Call of Duty League e renomearia a equipe na temporada de 2021 como Los Angeles Thieves. Pouco depois, em 11 de novembro de 2020, foi anunciado pela Immortals Gaming Club e Hector Rodriguez que este último havia readquirido totalmente os direitos sobre o nome OpTic Gaming, recuperando assim a propriedade total da organização e, ao mesmo tempo, renunciando a sua parte minoritária da equipe de League of Legends da Immortals no acordo; nesse mesmo dia, foi anunciado que a equipe da Call of Duty League, Chicago Huntsmen, de propriedade da NRG Esports, seria renomeado para OpTic Chicago, significando assim o retorno da "verdadeira OpTic" à principal cena profissional de Call of Duty.
Em novembro de 2021, foi anunciado que a Envy Gaming adquiriria a marca OpTic Gaming como parte de uma fusão. O líder da OpTic Gaming, Hector “HECZ” Rodriguez, juntou-se ao grupo de propriedade das empresas combinadas e deveria atuar como presidente da OpTic Gaming. A equipe OpTic Chicago, da Call of Duty League, passou a se chamar OpTic Texas e também passou a pertencer a Envy Gaming. Em 27 de junho de 2022, foi anunciado que a Envy Gaming aposentaria a marca Team Envy e se tornaria totalmente OpTic Gaming. A Envy Foundation, um programa de subsídios que ajuda as escolas de ensino médio do norte do Texas, agora é a OpTic Foundation. A equipe de Rocket League da Envy também se tornou da OpTic. A equipe Dallas Fuel na Overwatch League permaneceu como está.

## Conquistas

### Call of Duty
- MLG Columbus 2011 (Call of Duty: Black Ops)
- Call of Duty XP 2011 (Call of Duty: Modern Warfare 3)
- MLG Orlando 2011 (Call of Duty: Black Ops)

- EGL 7 Blackpool (Call of Duty: Modern Warfare 3)
- UMG Chicago 2012 (Call of Duty: Black Ops II)

- MLG X Games Invitational 2014 (Call of Duty: Ghosts)

- UMG Orlando 2015 (Call of Duty: Advanced Warfare)
- MLG Pro League AW Season 1 (Call of Duty: Advanced Warfare)
- Final Regional da América do Norte do Call of Duty Championship 2015 (Call of Duty: Advanced Warfare)
- ESWC 2015 (Call of Duty: Advanced Warfare)
- Gfinity Spring Masters (Call of Duty: Advanced Warfare)
- UMG Califórnia 2015 (Call of Duty: Advanced Warfare)
- MLG Pro League AW Season 2 (Call of Duty: Advanced Warfare)
- UMG Washington DC 2015 (Call of Duty: Advanced Warfare)
- MLG World Finals 2015 (Call of Duty: Advanced Warfare)

- NA CWL Pro Division 2016 Stage 1 (Call of Duty: Black Ops III)
- 2016 Call of Duty World League Anaheim Open (Call of Duty: Black Ops III)
- 2016 Call of Duty World League Orlando Open (Call of Duty: Black Ops III)

- 2017 Call of Duty World League Paris Open (Call of Duty: Infinite Warfare)
- 2017 Call of Duty World League Dallas Open (Call of Duty: Infinite Warfare)
- 2017 CWL Global Pro League Stage 2 (Call of Duty: Infinite Warfare)
- Call of Duty Championship 2017 (Call of Duty: Infinite Warfare)

- 2019 Call of Duty World League Las Vegas Open (Call of Duty: Black Ops 4)

- 2020 Call of Duty League London Home Series #1 (Call of Duty: Modern Warfare) [como Chicago Huntsmen]
- 2020 Call of Duty League Seattle Home Series (Call of Duty: Modern Warfare) [como Chicago Huntsmen]

- 2022 Call of Duty League - Major 1 (Call of Duty: Vanguard) [como OpTic Texas]

### Halo
- 2022 Halo Championship Series - Orlando Major (Halo Infinite)
- 2022 Halo World Championship (Halo Infinite)